# 竹本源太夫
- 竹本源太夫（元来の表記、今日の表記）
- 竹本源大夫（一時期使用された表記）

竹本 源太夫（たけもと げんだゆう）は、義太夫節の太夫。江戸中期より八代を数え2011年春に9代目竹本綱太夫が9代目源太夫を襲名した。なお長男鶴澤清二郎はニ代目鶴澤藤蔵を襲名した。

## 6代目
（1837年 - 1901年11月21日）本名は式井小兵衛。
三重の生まれ、1874年に5代目竹本春太夫の門下。1877年に兄弟子の2代目竹本摂津大掾の門下になる。

## 7代目
（1881年7月7日 - 1935年4月7日）本名は尾崎升一郎。
大阪市の生まれ、1892年に7代目源太夫の門下で竹本源子太夫の名で彦六座に出る。1902年に2代目竹本摂津大掾の門下。1906年に7代目源太夫を襲名。
養子が初代鶴澤藤蔵、藤蔵の子の9代目竹本綱太夫が9代目源太夫を襲名。

## 8代目
（1885年12月18日 - 1973年7月14日）本名は伊藤慶治郎。
三重県四日市で出生、1908年10月に7代目源太夫に入門し、源路太夫として歩み始める。1937年3月に大阪四つ橋文楽座（1945年の大空襲で焼失）にて8代目竹本源太夫を襲名する。

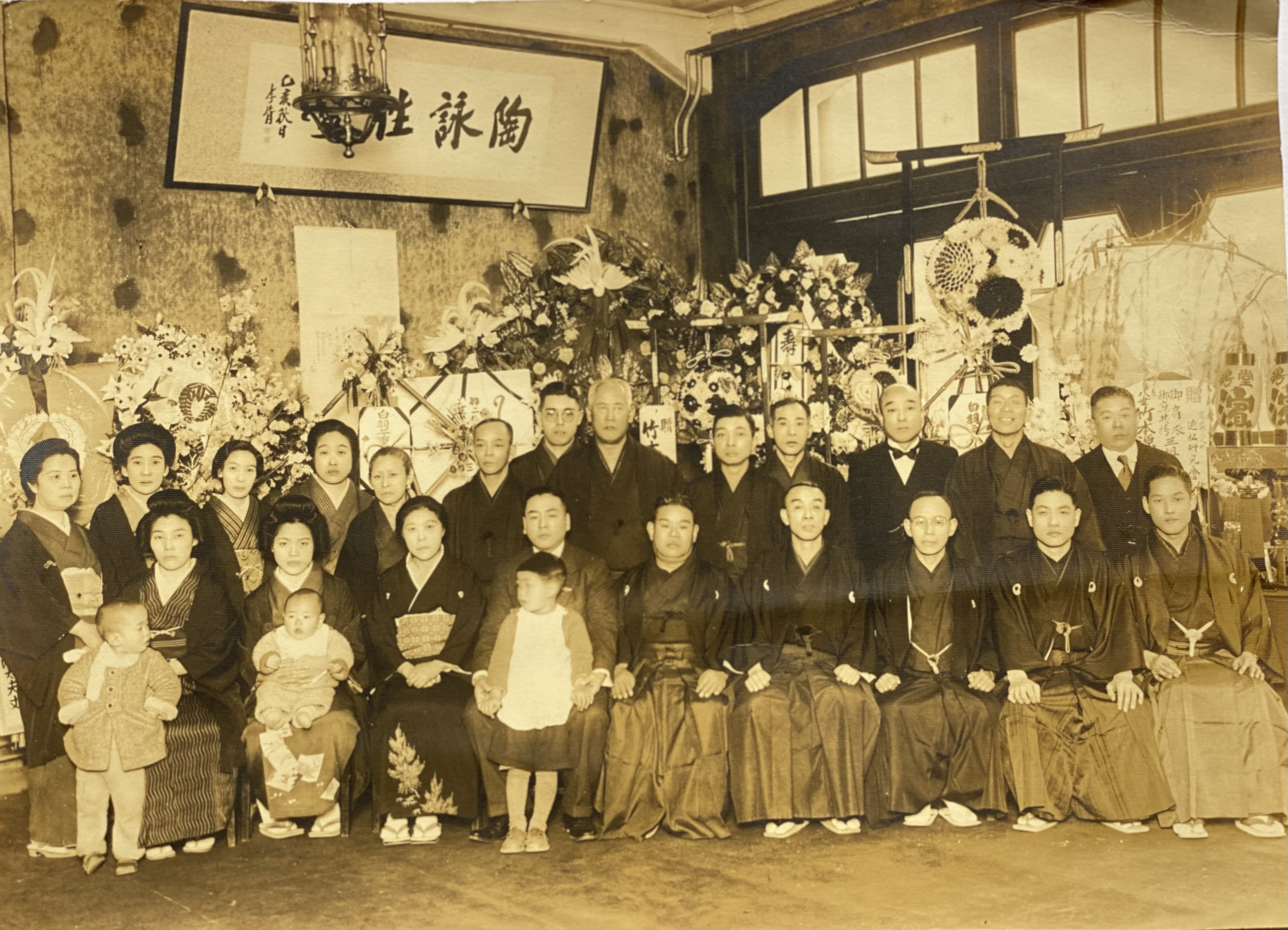
八代目竹本源太夫襲名時の後援者各位との写真。四ツ橋文楽座にて撮影。

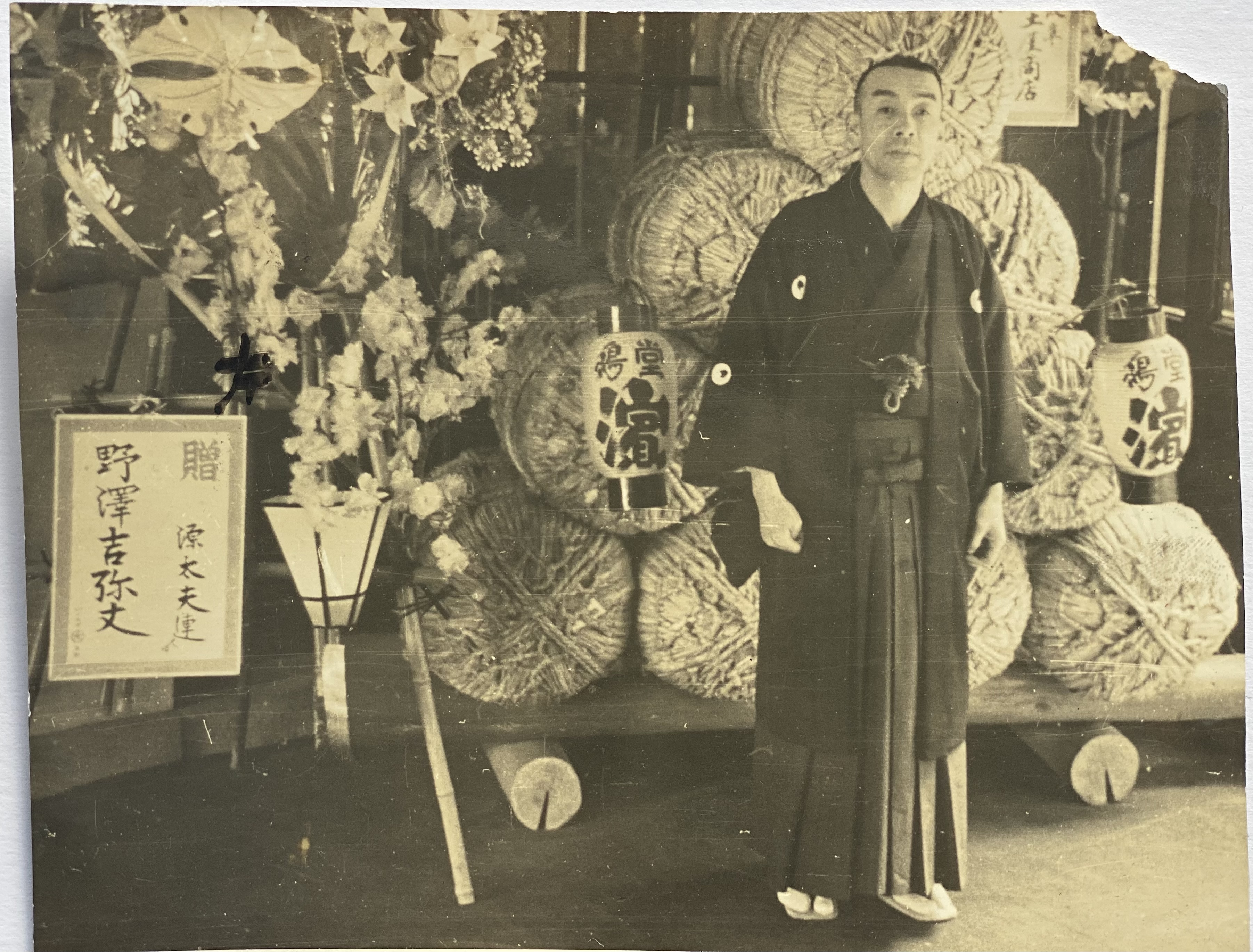
竹本源太夫（8代目）

戦後は、文楽も松竹との労働争議で因会（ちなみかい）と桐竹紋十郎・豊竹つばめ太夫・野沢喜左衛門筭を主力とする三和会の二派に分裂され、源太夫は三和会に属し、同志と共に苦労を重ねて活躍する。
源太夫の芸風は、所謂、時代物でも艶物でも隔てなく語れる大夫であり、淡交社発行の「四代竹本越路太夫」では「阿古屋でも弁慶（勧進帳）でも、つくらんと語れる美声の人で、最後まで腹は往（い）んで無かった」と紹介されている。若い時には「阿波の鳴門」なども得意とし、美声を存分に発揮して客席の涙を誘うので「鳴門太夫」と囃されたのも逸話になっている。
1955年「蔵前」「千本道行」「櫓（やぐら）お七」「狐火」など十数枚SPレコード（七十八回転）を録音。現在、金沢の
「蓄音機博物館」で所蔵されている。
1957年3月、独立映画撮影所で映画「人形は生きている」に山田五十鈴らと出演。

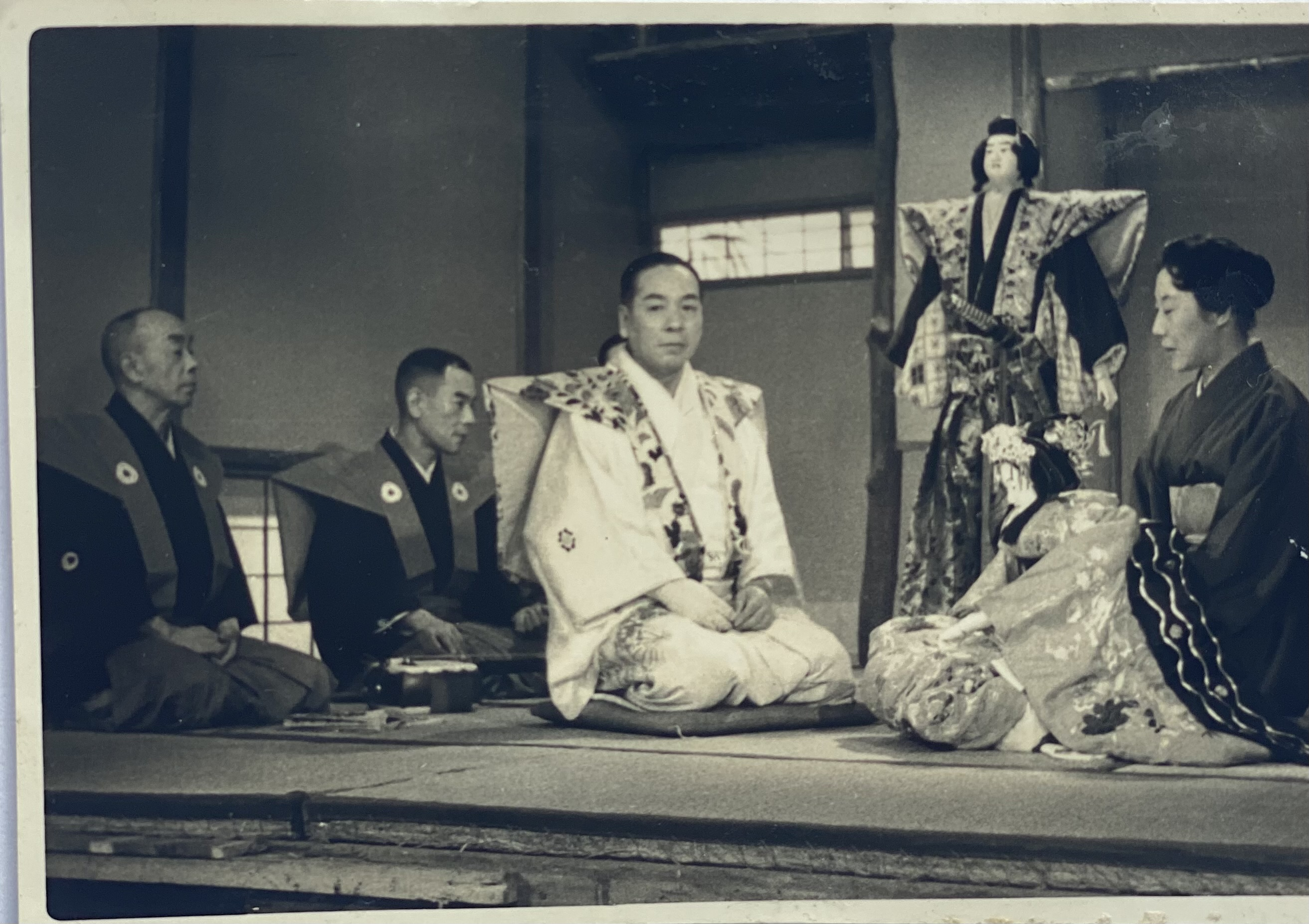
映画「人形は生きている」に出演する竹本源太夫(8代目)最左

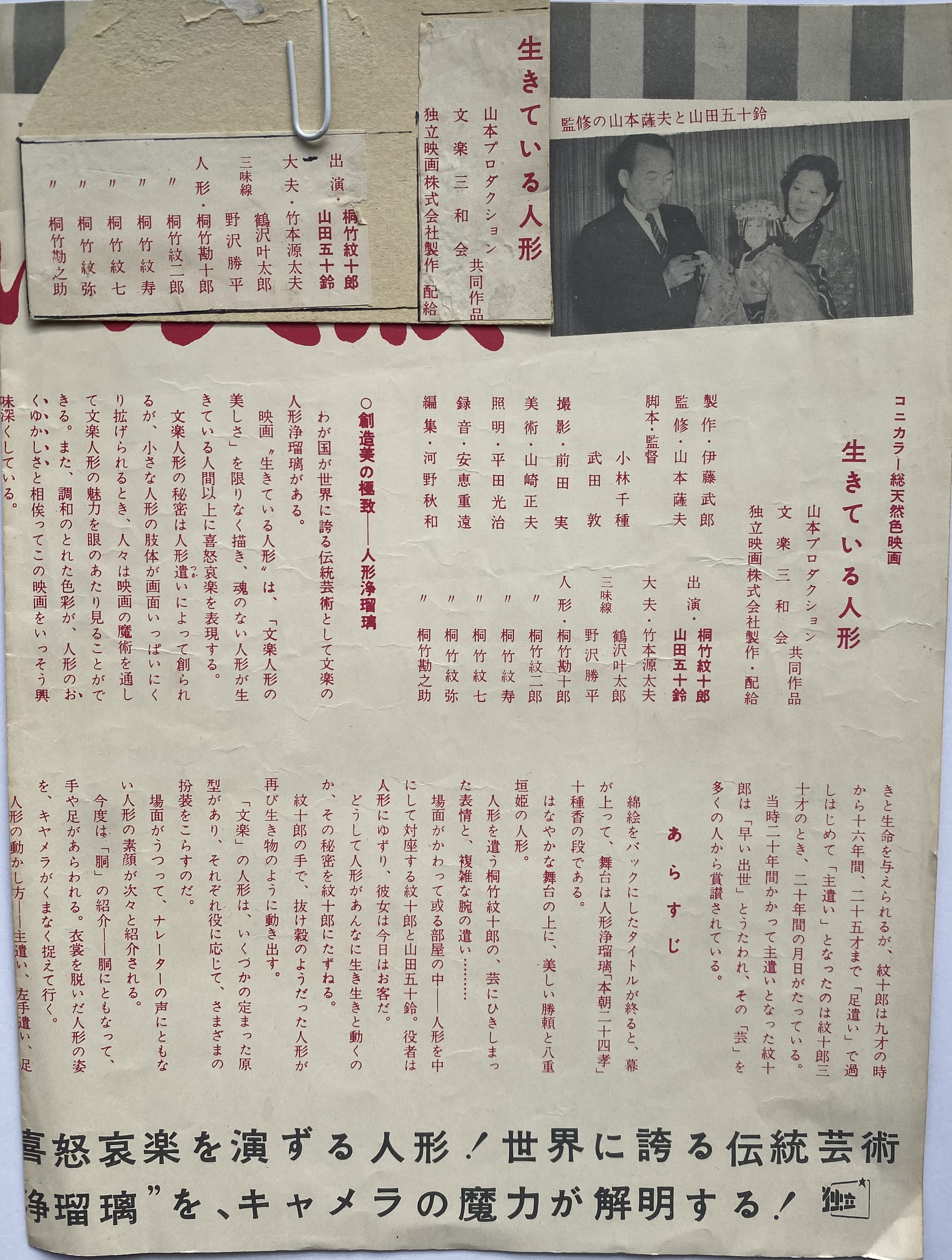
映画「人形は生きている」の紹介

1959年7月には、京都太秦東映撮影所で「浪花の恋の物語」に三和会で特別出演した。交友関係としては、スズキ株式会社の創始者で初代社長の鈴木道雄氏に贔屓になっており、同氏の趣味である浄瑠璃の稽古の為に、浜松市伝馬町の鈴木氏宅へ度々出向いていた。文楽の普及活動の為、金沢、下呂、名古屋を中心に一般素人への出稽古を多数行っており、往時の活況が窺える。
1959年7月には、京都太秦東映撮影所で「浪花の恋の物語」に三和会で特別出演した。交友関係としては、スズキ株式会社の創始者で初代社長の鈴木道雄氏に贔屓になっており、同氏の趣味である浄瑠璃の稽古の為に、浜松市伝馬町の鈴木氏宅へ度々出向いていた。文楽の普及活動の為、金沢、下呂、名古屋を中心に一般素人への出稽古を多数行っており、往時の活況が窺える。
晩年は体調を崩し、1973年7月14日に大阪府豊能町ときわ台の自宅で死去、行年85歳。

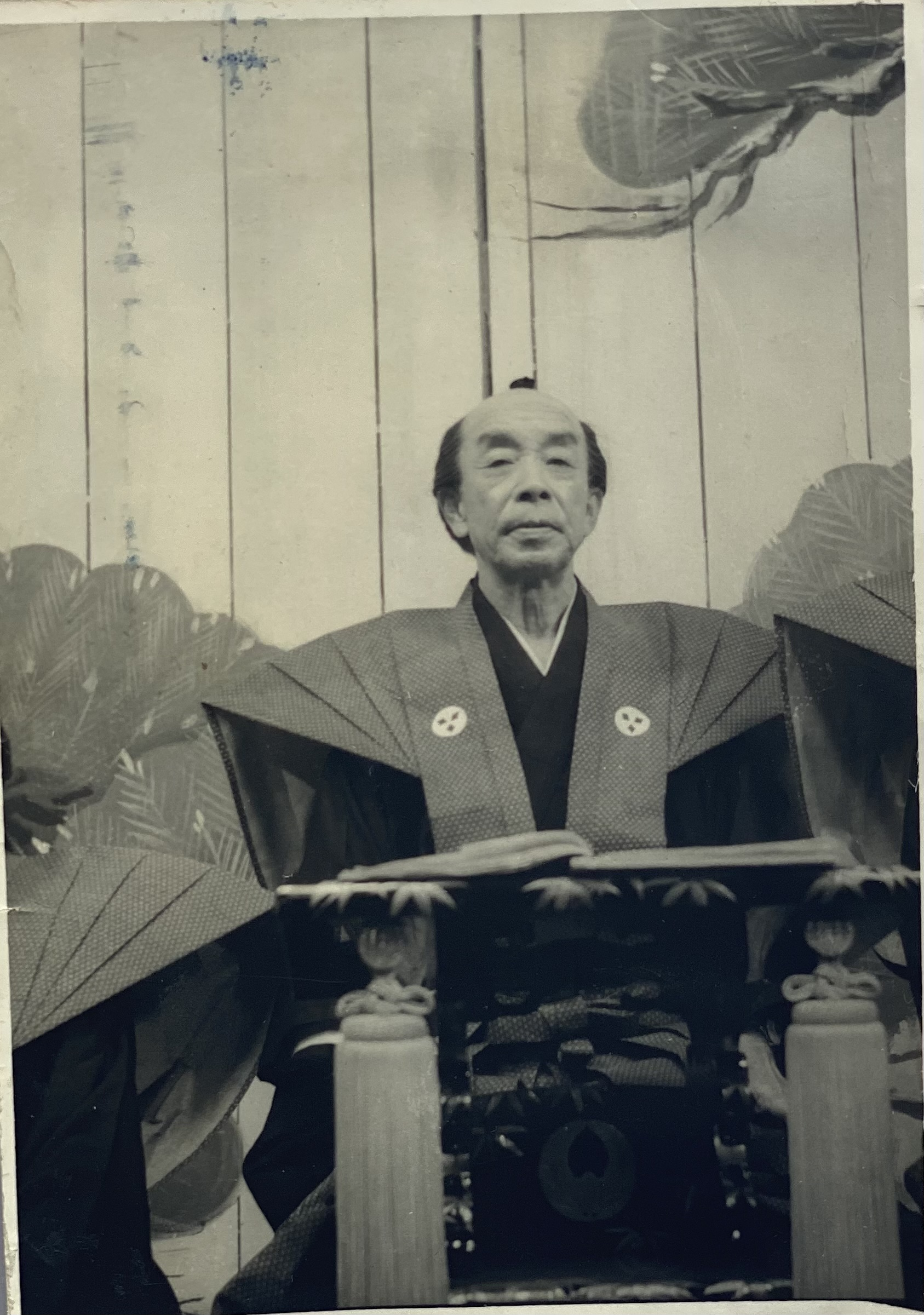
「浪花の恋の物語」に出演する竹本源太夫（8代目）。京都太秦東映撮影所にて

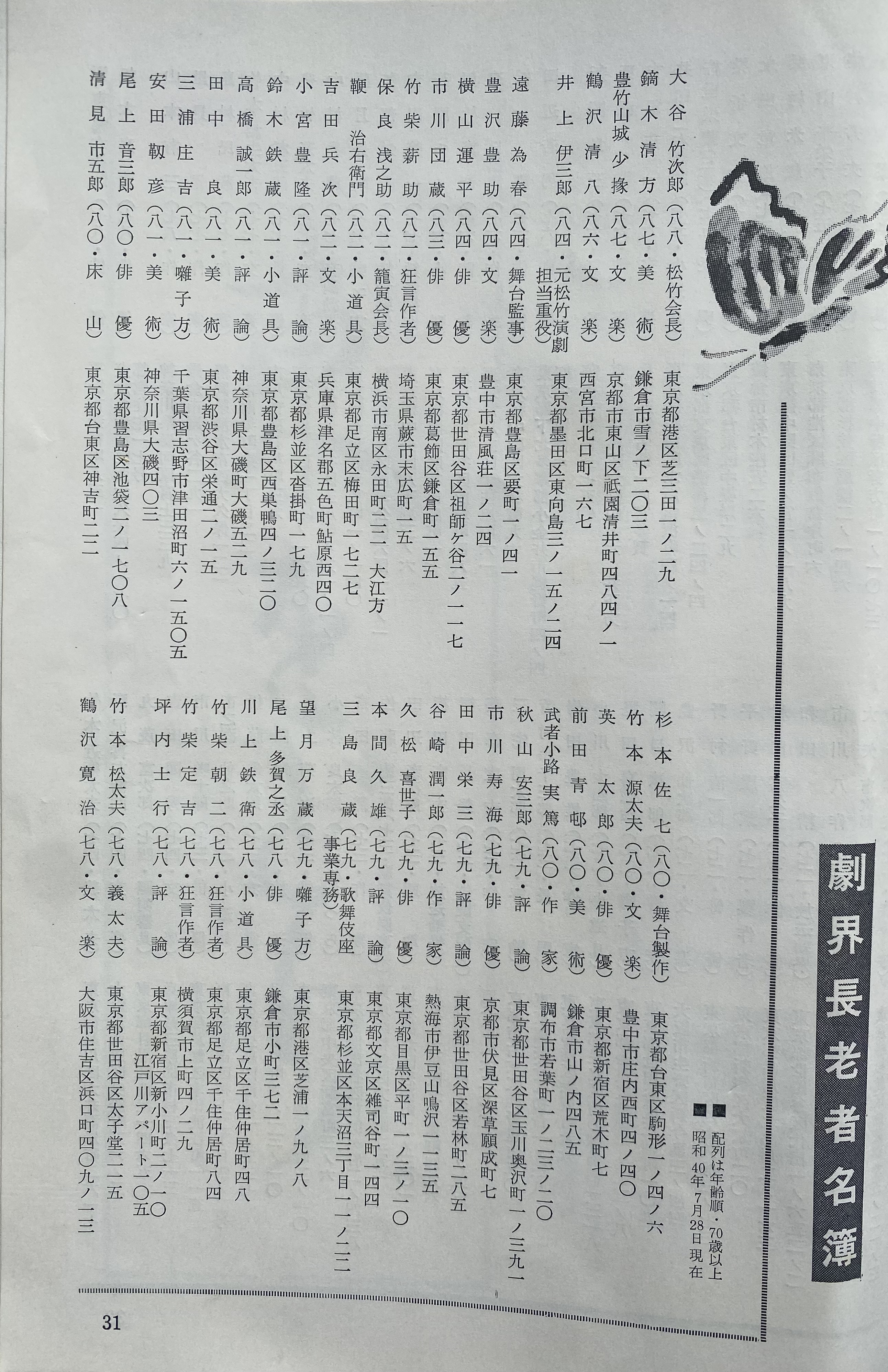
1965年日本演劇協会発行の劇界長老者名簿に掲載の竹本源太夫8代目(当時80歳)

## 9代目
（詳細は九代目竹本綱太夫欄を参照）
（1932年2月14日 - 2015年7月20日）本名は尾崎忠男。
7代目竹本源太夫の孫で初代鶴澤藤蔵の子。昭和21年（1946年）、八代目竹本綱太夫に入門し、織の太夫を名乗る。昭和38年（1963年）、五代目竹本織太夫を襲名、平成6年（1994年）、紫綬褒章受章。平成16年（2004年）、大阪芸術賞受賞、平成17年（2006年）、九代目綱太夫を襲名。平成18年（2007年）、人間国宝認定。平成22年（2011年）、9代目源太夫を、長男の鶴澤清二郎は2代目鶴澤藤蔵を襲名。
平成26年（2014年）、引退を発表。
平成27年（2015年）7月20日、心不全のため死去。83歳没。